# Højpræstationsudregning
Højpræstationsudregning (også high-performance computing eller blot HPC) bruger supercomputere og computerklynger til at løse avancerede udregningsproblemer. I dag tælles computersystemer hvis udregningskraft nærmer sig teraflops-regionen som HPC-computere.